# Boldenona
Boldenona, conhecido por Δ1-testosterone é um esteroide anabolizante, com propriedades androgênicas. A boldenona nunca foi comercializada e/ou recomendada para uso humano. Ela é utilizada na veterinária.

## Farmacologia
A boldenona é anabólica, com baixa potência androgênica. A boldenona aumentará a retenção de nitrogênio, a síntese de proteínas, irá estimular o apetite e irá estimular a liberação de eritropoietina nos rins. A boldenona foi sintetizada objetivando o desenvolvimento de uma metandrostenolona injetável de longa duração. A boldenona atua de forma semelhante à metandrostenolona, com menos efeitos androgênicos adversos. Apesar de ser comparada com a nandrolona, a boldenona não possui interação com o receptor de progesterona e todos os efeitos colaterais progestogênicos associados.

## Química
A boldenona, conhecida pela comunidade científica como Δ1-testosterone, 1-dehydrotestosterone, ou androsta-1,4-dien-17β-ol-3-one é um esteroide sintético, derivado da testosterona. É o mesmo que a testosterona com uma ligação dupla entre as posições moleculares C1 e C2.

## Sociedade, Leis e Cultura

### Nomes comerciais
A boldenona é vendida como uma droga veterinária. É vendido como undecilenato de boldenona (um derivado da boldenona), com os seguintes nomes: Boldebal H, Equipoise, Equifort e Sybolin.

### Regulamentação
O uso e porte de esteroides anabolizantes no Brasil sem receita médica é crime. A boldenona é permitida apenas para uso veterinário. No México, é totalmente legal a compra e venda de anabolizantes. Não existem informações relevantes sobre a regulamentação da boldenona nos demais países.